# ماني موتا
ماني موتا (بالإنجليزية: Manny Mota)‏ هو لاعب كرة قاعدة دومينيكاوي، ولد في 18 فبراير 1938 في سانتو دومينغو في جمهورية الدومينيكان.

## وصلات خارجية
- ماني موتا على موقع دوري كرة القاعدة الرئيسي (الإنجليزية)
- ماني موتا على موقعبيزبول رفرنس.كوم (الدوري الرئيسي) (الإنجليزية)
- ماني موتا على موقعبيزبول رفرنس.كوم (الدوري الثانوي) (الإنجليزية)
- ماني موتا على موقع إي إس بي إن.كوم (أم.أل.بي) (الإنجليزية)
- ماني موتا على موقع مشجعي الرسوم البيانية (الإنجليزية)